# Lophoruza mascarena
Lophoruza mascarena là một loài bướm đêm trong họ Noctuidae.